# 庫倫格-尤留伊埃河
庫倫格-尤留伊埃河是俄羅斯的河流，屬於因迪吉爾卡河的右支流，由薩哈共和國負責管轄，河道全長73公里，流域面積約924平方公里，河水主要來自融雪和雨水。